# Época de Planck
En cosmología, la época de Planck es el universo más temprano, el período de tiempo en la historia entre cero y 10−43 segundos (un tiempo de Planck), durante el cual las cuatro fuerzas fundamentales (interacción nuclear fuerte, interacción nuclear débil, interacción electromagnética e interacción gravitatoria) están unificadas y no existen todavía las partículas elementales.
La mecánica cuántica estándar dice que no tiene sentido hablar de intervalos más pequeños que un Tiempo de Planck o de distancias más pequeñas que una longitud de Planck. En consecuencia, el tiempo en la historia del universo debe contarse a partir del momento en que culmina el primer tiempo de Planck. Igualmente, el volumen del universo se debe contar a partir de la primera longitud de Planck de diámetro en lugar de cero, de manera que nunca habría una singularidad de densidad infinita.
En la actualidad no se conoce una teoría generalmente aceptada que unifique la mecánica cuántica y la gravedad relativista. 